# Unterentfelden
Unterentfelden (schweizerdeutsch: ˈʊndərˌæmpfæʊd) ist eine Einwohnergemeinde im Schweizer Kanton Aargau. Sie gehört zum Bezirk Aarau, liegt im unteren Suhrental und grenzt an den Kanton Solothurn.

## Geographie
Das Dorf liegt nordwestlich der Mündung der Uerke in die Suhre, am Rande einer ausgedehnten Ebene. Beide Gewässer waren vollständig begradigt, sind aber wieder renaturiert worden. Die Ebene wird durch sanft ansteigende, bewaldete Hügel begrenzt: Im Westen durch den Ischlag (470 m ü. M.), im Norden durch den Distelberg (495 m ü. M.) und im Nordosten durch den Gönert (468 m ü. M.). Die überbaute Fläche ist lückenlos mit derjenigen der Nachbargemeinde Oberentfelden zusammengewachsen.
Die Fläche des Gemeindegebiets beträgt 288 Hektaren, davon sind 86 Hektaren bewaldet und 127 Hektaren überbaut. Der höchste Punkt befindet sich auf 495 Metern auf dem Distelberg, der tiefste auf 406 Metern an der Suhre. Nachbargemeinden sind Aarau im Norden, Suhr im Osten, Oberentfelden im Süden sowie die solothurnischen Gemeinden Schönenwerd und Eppenberg-Wöschnau im Westen.

## Geschichte
Im Jahr 965 schenkte der deutsche Kaiser Otto der Grosse den Hof Endiveld dem Kloster Disentis. Der aus dem althochdeutschen stammende Ortsname bedeutet «Ende des Feldes». Der untere Teil des Hofes gehörte ab 1045 dem Stift Beromünster, der schliesslich nach mehreren Besitzerwechseln an die Grafen von Habsburg-Laufenburg fiel. Mindestens seit 1306 übte die Hauptlinie der Habsburger die Blutgerichtsbarkeit aus. 1415 eroberten die Eidgenossen den Aargau; Unterentfelden lag nun im Untertanengebiet der Stadt Bern, dem so genannten Berner Aargau. 1528 führten die Berner die Reformation ein.

Historisches Luftbild von Werner Friedli von 1965

Die Beziehungen zur Nachbarstadt Aarau waren sehr eng, aber auch mit Problemen verbunden. Bereits 1312 war die niedere Gerichtsbarkeit an den Aarauer Bürger Ulrich Trutmann übergegangen, 1411 an die Stadt selbst. Häufige Streitereien über die Bodennutzung veranlassten die Aarauer, die niedere Gerichtsbarkeit im Jahr 1576 an Bern abzutreten, im Austausch gegen einen Anteil an den Zolleinnahmen in Biberstein. Mit der Zeit erwarben die Stadt und zahlreiche Stadtbürger immer mehr Grundstücke auf dem Distelberg und auf dem Gönert, die erst 1793 nach einer Grenzbereinigung wieder in den Besitz der Bewohner Unterentfeldens gelangten. Der Steckhof Roggenhausen, seit 1527 zur Stadt gehörend, war allerdings nicht Bestandteil dieser Vereinbarung.
Im März 1798 nahmen die Franzosen die Schweiz ein, entmachteten die «Gnädigen Herren» von Bern und riefen die Helvetische Republik aus. Unterentfelden war nun eine eigenständige Gemeinde im neuen Kanton Aargau. Das Dorf war damals hauptsächlich von Taunern bewohnt, die neben der Landwirtschaft auf zusätzliche Einkünfte angewiesen waren. Diese boten sich vor allem in der Heimarbeit für die Aarauer Textilindustrie.
Die Suhrentalbahn nahm am 19. November 1901 ihren Betrieb auf. Der Bau eines neuen Schulhauses führte 1911 fast zum Bankrott der Gemeinde, die daraufhin eine Fusion mit Aarau anstrebte. Diese kam allerdings nicht zustande, weil die Stadt Steuererhöhungen befürchtete. Nach 1950 entwickelte sich Unterentfelden immer mehr zu einer Wohngemeinde. Aufgrund der flächendeckenden Überbauung des Distelberg-Südhangs stieg die Bevölkerungszahl innerhalb von zwanzig Jahren um fast das Dreifache. Seit 1970 ist sie allerdings stagnierend, da die Baulandreserven fast vollständig erschlossen sind.

## Sehenswürdigkeiten

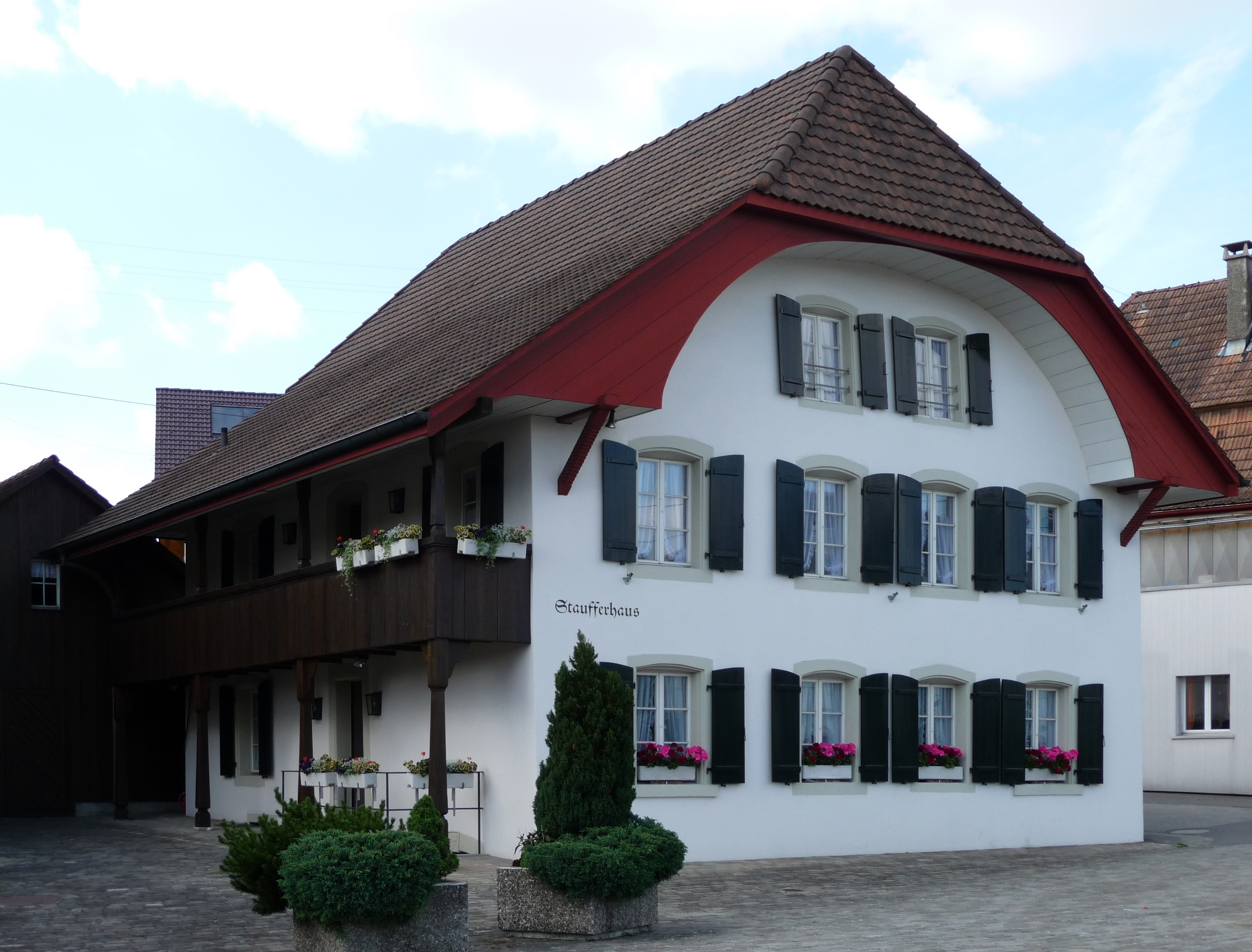
Staufferhaus

Das Dorfmuseum ist im Staufferhaus beherbergt. Ausgestellt wird die Sammlung «Alt Unterentfelden», welche diverse Gegenstände aus der Geschichte der Gemeinde umfasst.

## Wappen
Die Blasonierung des Gemeindewappens lautet: «In Gelb auf grünem Dreiberg stehende braune Ente, im Schildhaupt begleitet von drei balkenweise gestellten sechsstrahligen roten Sternen.» Das Wappen erschien erstmals 1828 auf einem Siegel. Es beruht auf einer Fehlinterpretation des Ortsnamens im Sinne von «Entenfeld», was die Sprachforschung mittlerweile widerlegt hat. Ausserdem ist die Farbe der Ente nicht korrekt, da Braun in der Heraldik unzulässig ist.
Es gab mehrere erfolglose Anläufe, diesen Zustand zu korrigieren. 1948 schlug die kantonale Wappenkommission vor, die «falsche» Ente durch ein etymologisch begründbares Emblem zu ersetzen. Beim nächsten Änderungsvorschlag 1964 zeigte sich die Kommission kompromissbereiter: Dem Gemeindewappen wurde die Ente zugestanden, jedoch sollte sie nun weiss sein und auf einem blauen Gewässer schwimmend in grünem Hintergrund eingebettet sein. Die Gemeinde lehnte auch diesen Vorschlag ab. Um anlässlich des 200. Jahrestages der Kantonsgründung eine heraldisch korrekte Wappensammlung veröffentlichen zu können, kam vom Kanton im Jahr 2002 nunmehr der Vorschlag, es solle lediglich die Farbe der Ente von Braun ins heraldisch korrekte Rot geändert werden. Die Gemeindeversammlung konnte sich zwar knapp mit einer roten Ente anfreunden, nicht aber die Bevölkerung. Es wurde umgehend das Referendum ergriffen. Somit durften die Unterentfelder am 18. Mai 2003 über die Wappenfrage ihrer Gemeinde abstimmen. Mehr als zwei Drittel der Abstimmenden stimmten gegen die rote Ente.

## Bevölkerung
Die Einwohnerzahlen entwickelten sich wie folgt:
| Jahr      | 1764 | 1803 | 1850 | 1900 | 1930 | 1950 | 1960 | 1970 | 1980 | 1990 | 2000 | 2010 | 2020 |
| Einwohner | 273  | 405  | 699  | 726  | 912  | 1182 | 1981 | 3259 | 3190 | 3436 | 3195 | 3913 | 4382 |

Am 31. Dezember 2023 lebten 4579 Menschen in Unterentfelden, der Ausländeranteil betrug 31,4 %. Bei der Volkszählung 2015 bezeichneten sich 33,0 % als reformiert und 26,3 % als römisch-katholisch; 40,7 % waren konfessionslos oder gehörten anderen Glaubensrichtungen an. 88,2 % gaben bei der Volkszählung 2000 Deutsch als ihre Hauptsprache an, 4,0 % Italienisch, 1,9 % Serbokroatisch, 1,6 % Albanisch und 1,1 % Französisch.

## Politik und Recht
Die Versammlung der Stimmberechtigten, die Gemeindeversammlung, übt die Legislativgewalt aus. Ausführende Behörde ist der fünfköpfige Gemeinderat. Er wird im Majorzverfahren vom Volk gewählt, seine Amtsdauer beträgt vier Jahre. Der Gemeinderat führt und repräsentiert die Gemeinde. Dazu vollzieht er die Beschlüsse der Gemeindeversammlung und die Aufgaben, die ihm vom Kanton zugeteilt wurden. Für Rechtsstreitigkeiten ist in erster Instanz das Bezirksgericht Aarau zuständig. Unterentfelden gehört zum Friedensrichterkreis II (Oberentfelden).

## Wirtschaft
In Unterentfelden gibt es gemäss der im Jahr 2015 erhobenen Statistik der Unternehmensstruktur (STATENT) rund 1800 Arbeitsplätze, davon 1 % in der Landwirtschaft, 37 % in der Industrie und 62 % im Dienstleistungssektor. Es existieren einige mittelgrosse Industrieunternehmen, darunter ein Stanzwerk, eine Möbelfabrik, ein Metallverarbeitungsbetrieb, die CARDAG (Unternehmen der Trüb AG) und die Firma Leica (Hersteller von Geosystemen). Die meisten Erwerbstätigen sind Wegpendler und arbeiten in Aarau und weiteren Gemeinden der Agglomeration.

## Verkehr
Unterentfelden liegt an der Hauptstrasse 24 zwischen Aarau und Sursee. Sie verläuft östlich des Dorfes als Umfahrungsstrasse und dient auch als Zubringer zum Anschluss Aarau-West der Autobahn A1, der sich drei Kilometer weiter südlich befindet.

### Regionalverkehr
Die Anbindung an den öffentlichen Verkehr erfolgt durch die schmalspurige Suhrentalbahn zwischen dem Bahnhof Aarau und Schöftland, die neben der Hauptstrasse verläuft; auf Gemeindegebiet befinden sich die Haltestellen Distelberg, Post und Oberdorf. 
- S 14 Menziken – Aarau – Schöftland (WSB)

### Nahverkehr
An Wochenenden verkehrt ein Nachtbus von Aarau über Oberentfelden und Schöftland nach Kölliken sowie über Safenwil nach Zofingen
- N25 Aarau Bahnhof – Entfelden — (Suhr) – Muhen – Schöftland – Holziken – Kölliken
- N28 Aarau Bahnhof – Buchs AG – Suhr – Entfelden – Kölliken – Safenwil – Oftringen – Zofingen Bahnhof

## Bildung

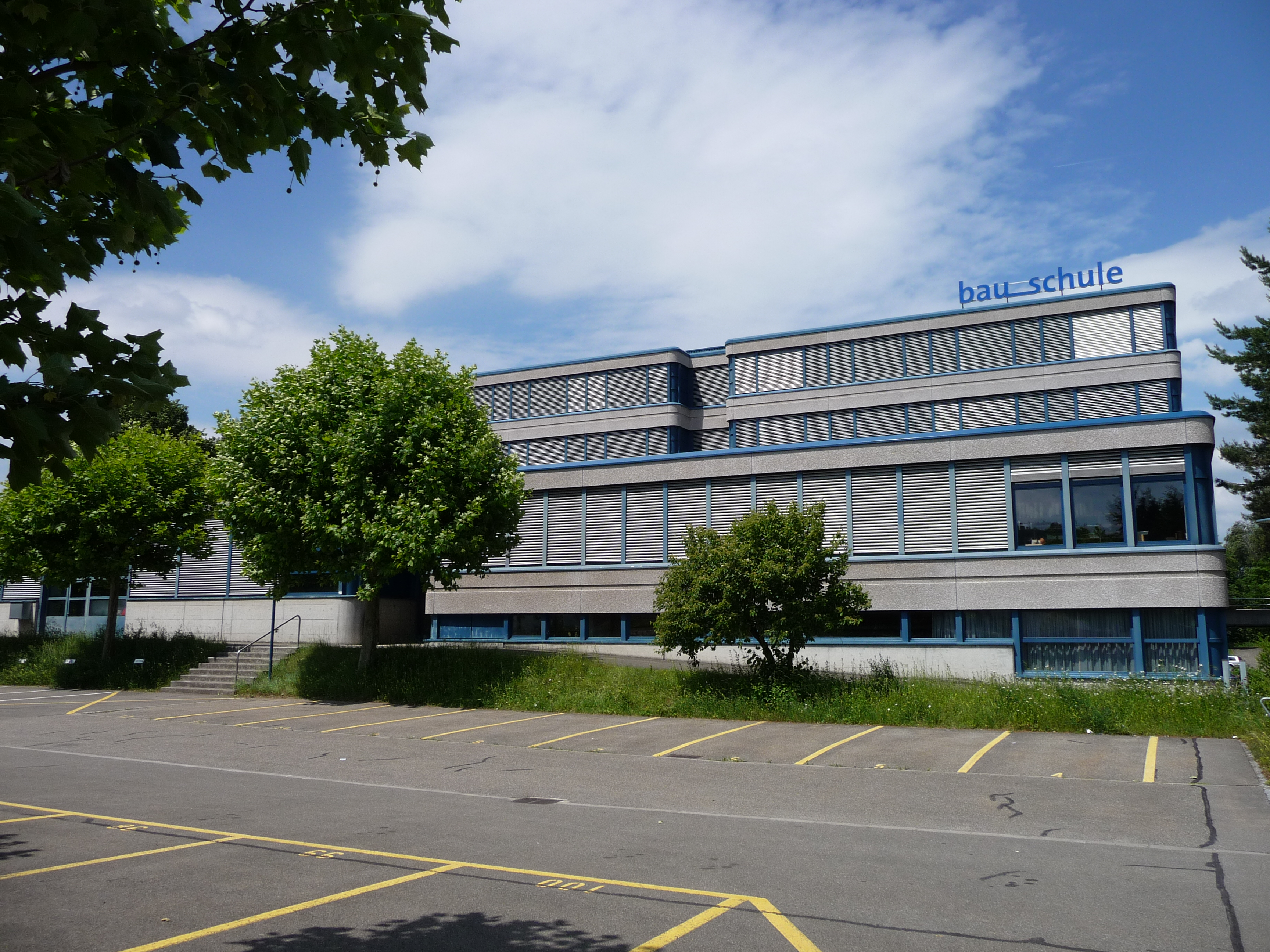
Schweizerische Bauschule

Die Gemeinde verfügt über zwei Kindergärten und drei Schulhäuser, in denen die Primarschule unterrichtet wird. Sämtliche Oberstufen (Realschule, Sekundarschule und Bezirksschule) können im benachbarten Oberentfelden besucht werden. Seit 1876 ist Unterentfelden Standortgemeinde der Schweizerischen Schule für Schwerhörige Landenhof, in der hörbehinderte Kinder sämtliche Schulstufen der obligatorischen Schule absolvieren können. Zudem hat die Schweizerische Bauschule ihren Standort in Unterentfelden. Die nächstgelegenen Gymnasien sind die Alte Kantonsschule und die Neue Kantonsschule, beide in Aarau.

## Persönlichkeiten
- Friedrich Frey (1882–1953), Unternehmer
- Beat Unternährer (1942–2012), Politiker (SVP)